# Buccinaria
Buccinaria is een geslacht van weekdieren uit de klasse van de Gastropoda (slakken).

## Soorten
- Buccinaria abbreviata (Schepman, 1913)
- Buccinaria jonkeri (Koperberg, 1931)
- Buccinaria loochooensis MacNeil, 1961
- Buccinaria martini (Koperberg, 1931)
- Buccinaria nodosa Morassi & Bonfitto, 2010
- Buccinaria pendula Bouchet & Sysoev, 1997
- Buccinaria pygmaea Bouchet & Sysoev, 1997
- Buccinaria urania (E. A. Smith, 1906)